# CJ문화재단
(재)씨제이문화재단(상표: CJ문화재단)은 문화, 예술 발전에 기여할 목적으로 2006년에 설립된 대한민국의 재단법인이다.
CJ그룹에서 설립하였으며, CJ그룹 회장 이재현이 재단 이사장을 맡고 있다.

## 주요 사업
- 음악부문: 튠업, CJ음악장학사업
- 공연부문: 스테이지업
- 스토리텔러/단편영화부문: 스토리업
- 예술단체 지원: 화음쳄버오케스트라